# マスキュレアー2
マスキュレアー2
(Musculair2)
ドイツ博物館シュライスハイム航空館に展示されているマスキュレアー2
- 用途：人力飛行機
- 分類：速度記録機・クレーマー賞挑戦
- 設計者：エルンスト・ショーベル(Ernst Schöberl)、ギュンター・ローヘルト(Günther Rochelt)
- 製造者：ギュンター・ローヘルト(Günther Rochelt)等
- 運用者：ギュンター・ローヘルト(Günther Rochelt)
- 初飛行：1985年
- 運用状況：退役・展示

マスキュレアー2(Musculair2)とは、1985年にドイツ人のギュンター・ローヘルト(Günther Rochelt)が率いるチームにより開発、運用された人力飛行機である。クレーマー・速度世界記録賞の最終獲得機である。その記録は国際航空連盟（FAI）によって人力飛行機による閉回路速度記録として認定されており、ギネス世界記録としても認定されている。

## 開発の経緯
マスキュレアー2はソーラープレーンの製作、飛行に成功していたドイツ人のギュンター・ローヘルトらが1984年に開発し、アメリカ人以外を対象としたクレーマー・8の字飛行賞、クレーマー・速度世界記録賞の獲得及び世界初の人力旅客飛行に成功した人力飛行機、マスキュレアー1の後継機である。マスキュレアー1は1985年2月に道路上での交通事故により大破し、これを契機にギュンターはより純粋に速度記録更新を目指した後継機であるマスキュレアー2の開発に踏み切った。開発にあたってはマスキュレアー1に続き、シュトゥットガルト大学のエルンスト・ショーベル(Ernst Schöberl)、ディーター・アルトハウス(Dieter Althaus)が協力した。

## 機体の空力と構造
マスキュレアー2はクレーマー・速度世界記録賞の規定による1500m三角形周回コースを2分、平均速度45km/h(12.5m/s)で飛行できるように設計された。空力解析および設計は協力者であるエルンスト・ショーベルによって行われた。
マスキュレアー2はマスキュレアー1で得られた知見を基に速度記録更新のために開発された機体であり、その大部分の形態はマスキュレアー1から継承されている。外見上の違いは後述するコクピット形状の変化が目立つ以外には大きな変化は見られず、マスキュレアー1から全体的にやや小ぶりになった程度である。しかしながら、アメリカ人以外を対象としたクレーマー・8の字飛行賞、クレーマー・速度世界記録賞の二つの目標達成を狙ったマスキュレアー1よりも純粋に速度記録に挑戦する機体とするため、より簡潔な構造とし、目標の条件に最適化された。その結果、高効率化、低抵抗化、高剛性化された機体となった。また、その簡潔な構造により10分で組立が可能であった。

### 主翼
主翼は単葉、高翼、張線のない片持ち構造であり、マスキュレアー1と同様の配置である。またマスキュレアー1と同様に主翼中ほどから翼端にかけての後縁部には補助翼が装備されている。
しかし、主翼は固定翼機の性能に大きな影響を及ぼす部位であり、マスキュレアー1から大きな変更が加えられた。

#### 空力
より高速な機体とするため、マスキュレアー2では主翼に新翼型が採用されている。この新翼型はマスキュレアー1での実績を持つ層流翼型FX76MPシリーズを協力者の一人であるディーター・アルトハウスが速度記録のためにレイノルズ数と揚力係数を最適化した翼型である。また、空力、即ち揚力・抗力は対気速度の二乗に比例するため、一般的に高速な機体ほど必要な主翼面積は小さくなる。マスキュレアー2も高速化に伴いマスキュレアー1から主翼面積が縮小された。平面形は先細翼で、誘導抗力の低減に寄与するアスペクト比はマスキュレアー1の29.3から32.5へと大きくなった。さらに翼端部についても誘導抗力の低減のための翼端渦を考慮した検討が行われ、マスキュレアー1の翼弦方向に直線的に切り落とされた形状から、前縁が滑らかな曲線を描きながら後退し後縁と交わる形状となった。

#### 構造
主翼の構造もマスキュレアー1からの大きな変更点である。マスキュレアー1で問題となった主翼の捻れ問題を解決するために、マスキュレアー2の主翼には応力外皮構造が採用された。これは現代において一般的な航空機で採用される構造と同一の原理により剛性を確保しており、より実用機に近い構造である。
マスキュレアー2の主翼の応力外皮構造は複合材料製のI型桁と外皮から構成される。I型桁は翼上下面に接するフランジ部が一方向炭素繊維強化プラスチック（CFRP）、上下フランジを連結するウェブ部がガラス繊維強化プラスチック（GFRP）及び塩化ビニル発泡材のサンドイッチ材で構成され、外皮は桁のウェブ部と同様材質であるGFRPと塩化ビニル発泡材から構成された3mm厚のサンドイッチ材で作られた。外皮はマスキュレアー1のように主翼表面の一部だけを覆うのではなく、前縁から後縁までの主翼表面全体を覆い、その上からポリエステルフィルムで全体が覆われた。翼型は発泡ポリスチレンのリブで、後縁形状はCFRPで維持された。これにより捻り剛性の向上だけでなく、空力性能を決定付ける翼型をマスキュレアー1よりも正確に理想形状に近づけることができた。
但し、設計者であるエルンスト・ショーベルはマスキュレアー2の主翼構造の欠点として、荷重の掛かった状態で見られる桁と外皮の接合により生じる外皮の変形を指摘している。これは飛行時のように荷重が掛かった状態では外皮とI型桁の上下フランジが別々に変形するため、リブによって翼型が維持されていない部分では外皮のフランジとの結合部に変形（凹み）が生じ、設計されている点よりも前方の外皮変形位置直後で主翼上面の境界層が層流から乱流への遷移を生じるという指摘である。

エルンスト・ショーベル自身はこの問題への対策として、外皮とI型桁フランジ部の結合部をわずかに柔軟にすることを提案している。

### 尾翼
全可動方式の昇降舵および方向舵を高剛性のテーパー付き大径CFRPパイプの胴体に接続したマスキュレアー1と同様の形態を踏襲した。平面形は昇降舵、方向舵ともに矩形で、胴体から下に突き出した特徴的な配置の方向舵の先端は、非常用の尾橇（テールスキッド）となっていた。また、ばねによる自動中立装置もマスキュレアー1から引き継いだ。

### プロペラ
配置、駆動方法、プロペラ本体など多くをマスキュレアー1を踏襲した。機体最後尾に配置された推進式（プッシャー）プロペラであり、胴体内に通した長いシャフトを介して駆動された。プロペラ本体はギュンターがマスキュレアー以前に製作したソーラープレーン(Solair1)のプロペラを改造したものであり、翼型はGöttingen795及びGöttingen796であった。但し、マスキュレアー1と完全に同一ではなく、マスキュレアー2に搭載するためにマスキュレアー1のプロペラよりも中心部分が切り詰められ、直径を小さく改造されたものだった。

### コクピット
コクピットはマスキュレアー1と同様に胴体から吊り下げる配置であり、大径CFRPパイプで構成されているが、形状は大きく変更された。パイロットの姿勢はマスキュレアー1の上半身までほぼ完全に直立したアップライト姿勢からマスキュレアー2では半ばあお向けに寝た、セミリカンベント姿勢へと変更された。これはパイロットの姿勢をエネルギーバランスの観点から検討した結果である。パイロット姿勢の変化に伴い、コクピットを覆うフェアリングの形状が変更され、同時に小型化された。フェアリングの素材もマスキュレアー1のポリエステルフィルム張りから主翼外皮と同じ複合材のサンドイッチ材へと変更された。これにより飛行中の空気の圧力を受けてもフェアリングの変形が小さく、滑らかな形状を維持できるため、小型化と相まってコクピット部の空気抵抗の低減に成功した。駆動系はチェーンを介してプロペラに繋がる胴体内のシャフトへ動力を伝達する方式をマスキュレアー1から踏襲したが、効率向上のためにパイロットが動力を伝えるクランク側のスプロケットが真円のチェーンホイールから楕円チェーンホイールへと変更された。

### パイロット
パイロットはマスキュレアー1から引き続き、ギュンターの息子であるホルガー・ローヘルト（Holger Rochelt）が勤めた。

## 飛行の概要
1985年8月、マスキュレアー2はほぼ完成した状態でイギリスに運ばれ、イギリスのミルトン・キーンズで開催された人力の祭典、"Zeppel"フェスティバルにおいて飛行するため、イギリスで製作が続けられた。しかしながら悪天候のため飛行は行われず、屋内展示されるに留まった。
1985年9月に行われた初期の試験飛行でマスキュレアー2の飛行特性が明らかとなった。マスキュレアー2はマスキュレアー1と比較すると高出力が必要な高速飛行時のみ安全な飛行が可能であり、その時の機体の応答はパイロットの操縦に対して非常に敏感なものであった。9月下旬の飛行でマスキュレアー2は着地時に墜落、大きく損傷したが、一週間余りで作り直された。

### クレーマー・速度世界記録賞
1985年10月1日、オーバーシュライスハイム (Oberschleißheim)のシュライスハイム飛行場 (Flugplatz Schleißheim)においてマスキュレアー2はホルガー・ローヘルトにより1500mの周回コースを世界記録となる2分21秒で飛行した。これは1984年12月2日にブライアン・アレン (Bryan Allen)による飛行でクレーマー・速度世界記録賞4回目の獲得機となったポール・マクレディのチームで開発されたバイオニック・バットの記録2分23秒48を上回ったが、クレーマー・速度世界記録賞獲得に必要な5%以上の記録更新には届かなかった。
翌10月2日、ホルガーは自転車レーサーからの指導を受け、フォームを改良して飛行に臨み、細長い楕円形で飛行できるよう設定された1500mの三角形周回コースを2分2秒0で飛行してクレーマー・速度世界記録賞を獲得した5機目の機体となった。この記録はバイオニック・バットの記録を約15%上回った。1986年にクレーマー・速度世界記録賞が打ち切られるまでこの記録は更新されず、マスキュレアー2はクレーマー・速度世界記録賞の最終獲得機となった。
また、このクレーマー・速度世界記録賞獲得時の平均速度44.32km/hはFAIにより人力飛行機による閉回路飛行速度の世界記録として認定されている。

## 展示
現在、マスキュレアー2はドイツ博物館の分館であるオーバーシュライスハイムのシュライスハイム航空館 (Flugwerft Schleißheim)に展示されている。

## 諸元

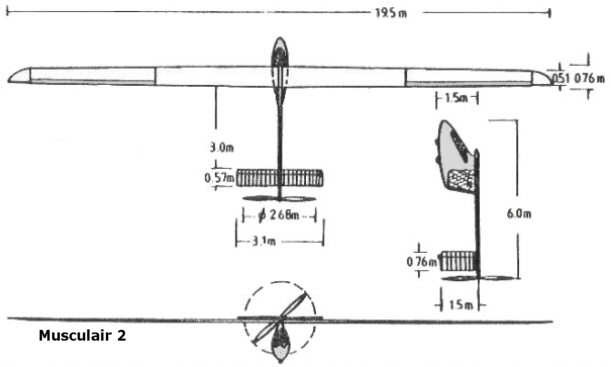
マスキュレアー2の概略図

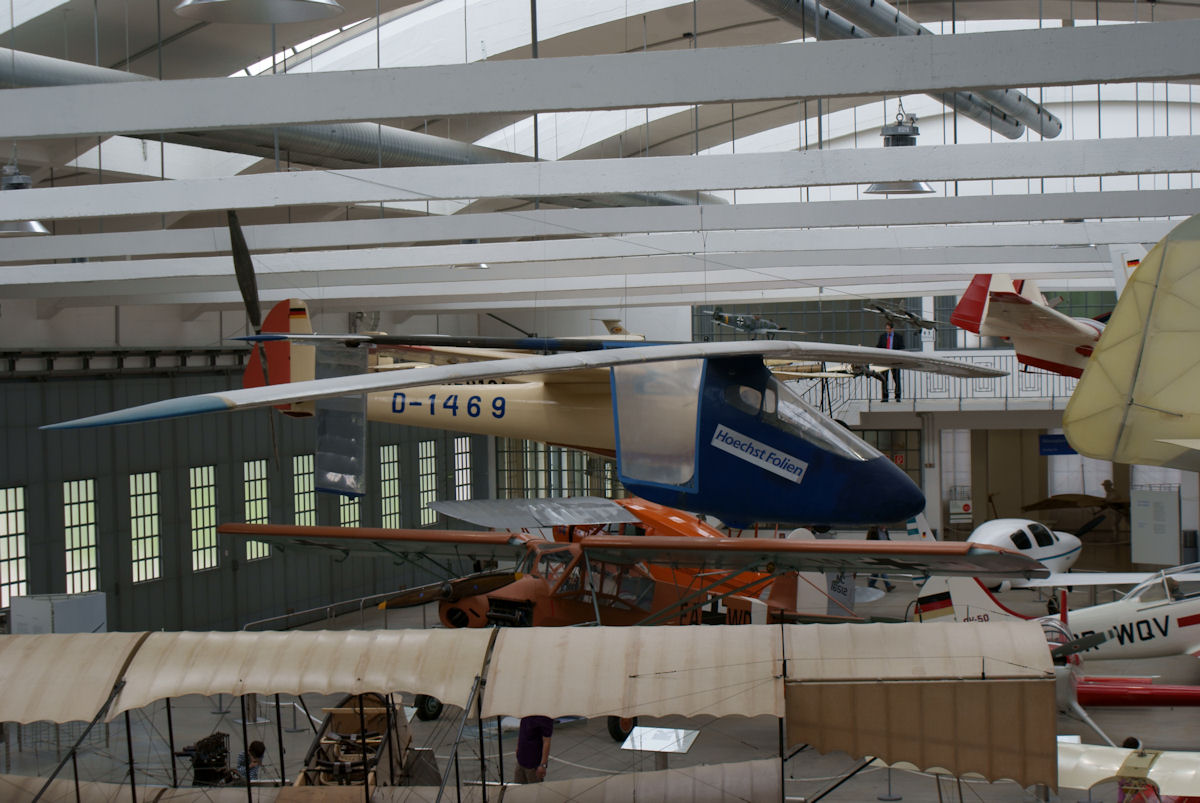
マスキュレアー2の概観

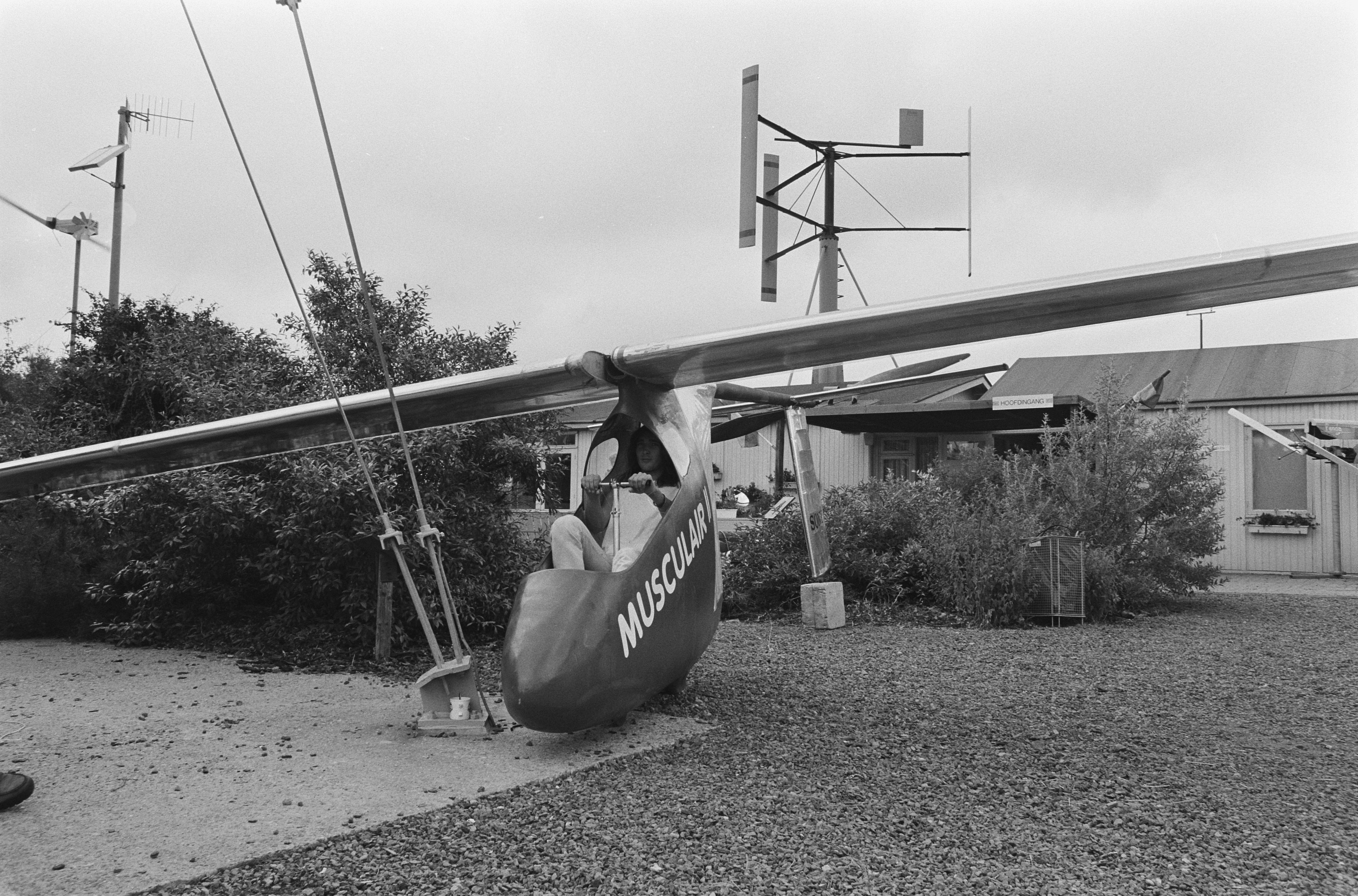
キャノピーを外し、搭乗した様子

出典: The Musculair 1 & 2 Human-Powered Aircraft and Their Optimization
諸元
- 乗員: 1
- 全長: 6.0 m （19 ft 8 in）
- 全高:
- 翼幅: 19.5 m（64 ft 0 in）
- 翼面積: 11.7 m2 （178 sq ft）
- 翼型: Wortmann FX76MP改（改修はディーター・アルトハウスによる）
- 空虚重量: 25 kg （55 lb）
- 運用時重量: 78 kg （172 lb）
- 胴体高さ: 1.5 m (4 ft 11 in)
- アスペクト比: 32.5
- プロペラ直径: 2.68 m (8 ft 10 in)

性能
- 翼面荷重: 65.4 N/m2 （1.37 lb/sq ft）
- 最低速度:  10 m/s (19 kn)
- 最小出力:  250 W (10 m/s (19 kn)時)
- 最大出力:  315 W (12 m/s (23 kn)時)
- 最小沈下率:  0.27 m/s (53 ft/min)
- 最大滑空比:  37

## 解説
1. ↑  イギリスの実業家ヘンリー・クレーマーによって1959年に創始された人力飛行機の懸賞競技、クレーマー賞(en:Kremer prize)の一つ。クレーマー賞は現在、王立航空協会(Royal Aeronautical Society)により管理されている。クレーマー・速度世界記録賞は人力飛行機による速度の世界記録のために1983年に設定され、1986年に打ち切られるまでに5回獲得された。平地からの自力発進により離陸し、1500mの三角形周回コースを3分以内に飛行することが最初の目標に設定され、最初の目標が達成された後は記録された速度を5%以上更新することを目標とする規定であった。(現在、国際航空連盟(FAI)により管理される人力飛行機(FAI Sub-class I-C)の閉回路速度記録は同様のコース設定で行われるが、記録の更新は1%以上で認められる。)三角形の周回コースは正三角形である必要はなく長い直線区間を持つ細長いコースを設定することも可能であった。また、機体にはエネルギー貯蓄装置の装備が認められており、飛行直前の10分間にパイロットによるエネルギー貯蓄が認められていた。クレーマー・速度世界記録賞を獲得した4機（5回の受賞のうち2回は同一の機体によるものである）のうち、マサチューセッツ工科大学(MIT)開発のモナークBおよびポール・マクレディ開発のバイオニック・バットはバッテリーとモーターから構成されるエネルギー貯蓄装置を搭載しており、純粋な人力飛行機はマスキュレアー1とマスキュレアー2のみであった(但し、バイオニック・バットは、エネルギー貯蓄装置を用いない純粋な人力飛行も可能であった)。
2. ↑  マスキュレアー2の軽量かつ高性能な機体構造はエリック・レイモンド(Eric Raymond)に大きな影響を与え、後に21回の飛行でアメリカ横断に成功したソーラープレーン「タンポポ号(Sunseeker-1)」に活かされた。
3. ↑  翼端を持つ三次元翼で生じる渦で、単純には主翼の翼端を中心とし後方へ伸びる渦と見なせる。誘導抗力は翼端渦によって翼全体に生じる下向きの流れ成分によって生じるため、翼端渦と誘導抗力には密接な関係があり、翼端渦を弱くすることで誘導抗力を低減することができる。翼端渦は翼上下面の圧力差により生じるので、翼の圧力分布（便宜的に揚力分布）を工夫することで低減が可能であり、誘導抗力の低減のために前述のアスペクト比の増大を始め、翼平面形や翼型、そして翼端部形状の最適化が図られる。
実用機も同様の原理で飛行する以上、翼端渦の低減は課題の一つであり、特に近年は燃料費の高騰などもあり、低抵抗化することで燃費向上を狙いウィングレットなど翼端部に翼端渦低減機構を持った旅客機が多数見られるようになった。人力飛行機においては解析の難しさに加えて、構造や重量の問題からウィングレットのような見た目に分かりやすい工夫は少ない。
4. ↑  マスキュレアー1でも主翼の捻れ問題解決のため、捻れ剛性を向上させる目的で炭素繊維ロービングにより上面外皮-桁-下面外皮を連結するという改修が行われた。
5. ↑  マスキュレアー2の主翼翼型にも採用されている層流翼型に分類される翼型は一般に形状によって巧みに翼表面の圧力分布を制御することで翼表面の境界層の乱流遷移位置を後退させ、層流境界層領域を長く保つことで低抵抗化を図っている。そのため、層流翼型は設計形状からの実体形状のずれに対して敏感な特性を持ち、形状の誤差により抗力の増大を生じやすい。人力飛行機は人力という限られた出力で飛行するために低抵抗化が欠かせず、マスキュレアー（採用翼型：FX76MPシリーズ）に限らず、飛行距離、飛行時間の両世界記録を樹立したダイダロス（採用翼型：DAEシリーズ）、日本初の人力飛行に成功した日本大学のリネット1（採用翼型：NACA633-1218）など、多くの人力飛行機で層流翼型が採用されている。翼型の抗力を増大させる乱流への遷移は、翼表面に付着したゴミや朝露などによる水滴のような局所的で小さな物であっても生じる可能性が十分にある。そのため、人力飛行機の飛行前にはこのような翼表面のゴミや水滴の除去し、翼型本来の性能を引き出すために、翼表面のふき取りが行われる。
6. ↑  最低速度はマスキュレアー1が7.5m/sであるのに対し、マスキュレアー2では10m/s。最低出力はマスキュレアー1の200W(機速8m/s時)に対し、マスキュレアー2は250W（機速10m/s時）
7. 1 2  ドイツの現存する最古の飛行場。前述のシュライスハイム航空館に隣接する。
8. ↑  アメリカのハンググライダーパイロット、アマチュア自転車選手。ポール・マクレディが開発した人力飛行機のパイロットを多く務め、ゴッサマー・コンドルによる最初のクレーマー賞である8の字飛行賞、ゴッサマー・アルバトロスによる英仏海峡横断賞、そしてバイオニック・バットによる速度世界記録賞と3つのクレーマー賞の獲得に貢献した。1985年には人力飛行船、ホワイトドワーフ(White Dwarf)による飛行距離と滞空時間の世界記録を樹立した。
9. ↑  1992年に開館したドイツ博物館最初の分館。建屋は元々、前述のシュライスハイム飛行場[解説 7]の整備格納庫だった。